# St. Martin (Ischl)

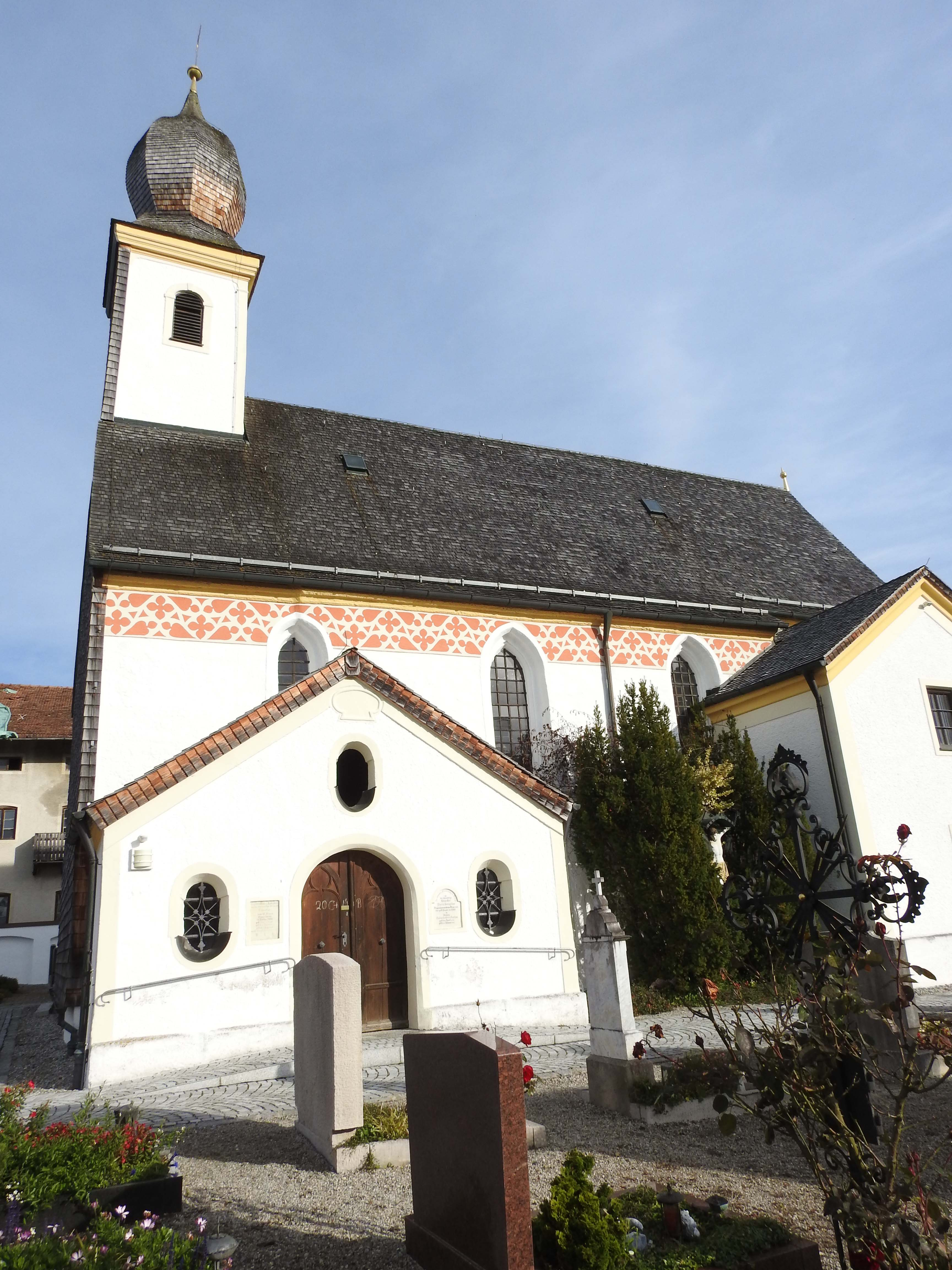
St. Martin in Ischl

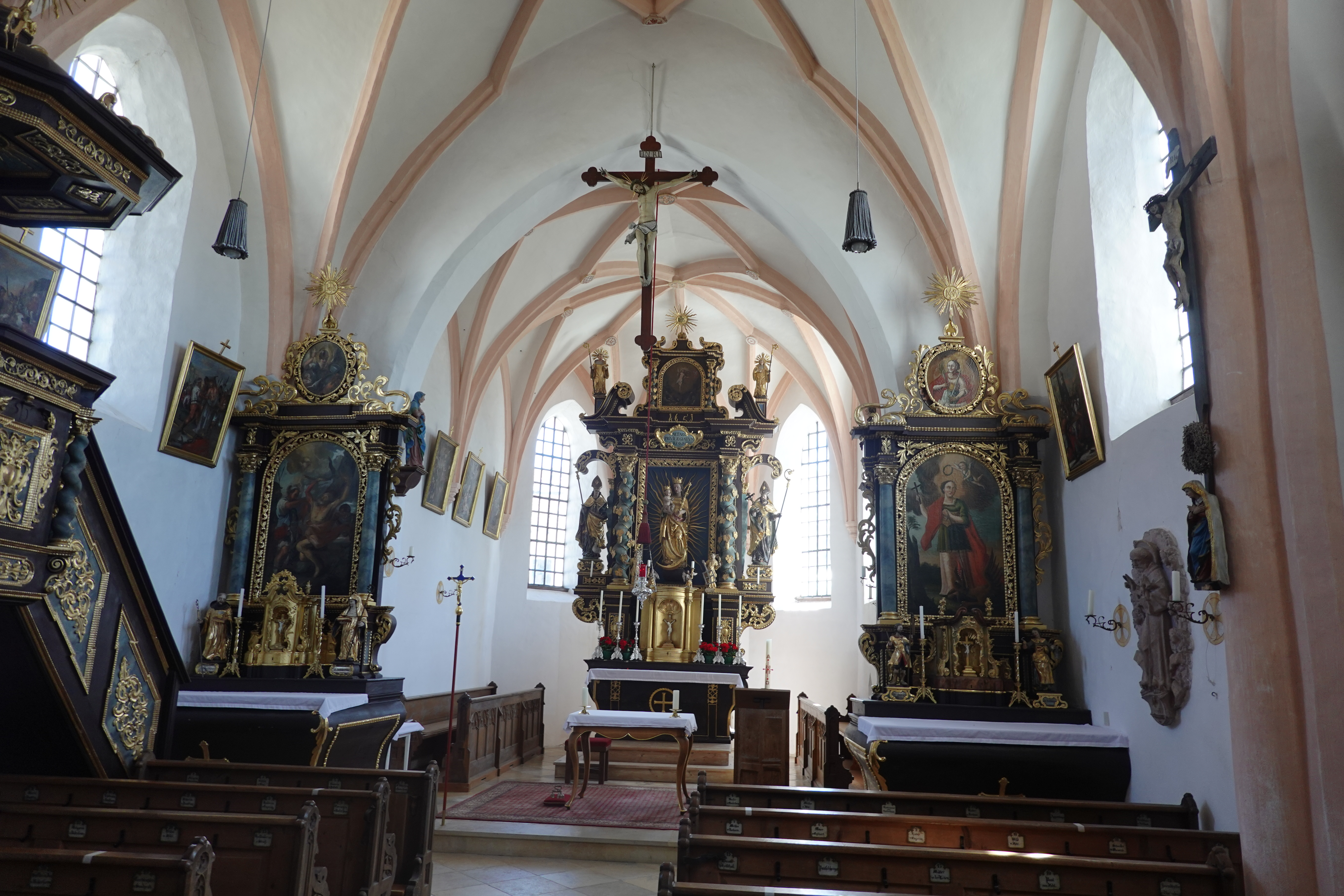
Innenraum

Die römisch-katholische Filialkirche St. Martin steht in Ischl, einem Gemeindeteil von Seeon-Seebruck im oberbayerischen Landkreis Traunstein. Sie ist in der Liste der Baudenkmäler in Seeon-Seebruck als Nummer D-1-89-143-27 eingetragen. Die Kirche gehört zum Dekanat Traunstein des Erzbistums München und Freising.

## Beschreibung
Die spätgotische Saalkirche wurde 1432 über romanischen Grundmauern errichtet und 1651 barock umgebaut. Sie besteht aus dem Langhaus zu drei Jochen, dem eingezogenen, dreiseitig geschlossenen Chor im Osten, der Sakristei an der Südwand des Chors und einem Vorbau mit Portal an der Südwand des Langhauses. Im Westen ist ein Giebelreiter mit einer Zwiebelhaube aufgesetzt. 
Der Hochaltar wird von den Skulpturen des Martin von Tours und des Lambert von Lüttich flankiert. Die Maria im Altarretabel wird dem Meister von Rabenden zugeschrieben.